# 천안공업고등학교
천안공업고등학교(天安工業高等學校)는 대한민국 충청남도 천안시 동남구 신부동에 있는 공립 고등학교이다.

## 학교 연혁
- 1949년 9월 21일 : 천안 공업 중학교(5년제) 개교
- 1951년 3월 1일 : 천안 공업고등학교 인가
- 1978년 10월 17일 : 토목, 건축, 기계, 전기, 화공 (5개과 42학급 인가)
- 1998년 8월 26일 : 전자기계과 2학급 인가(6개학과 42학급 인가)
- 2000년 4월 1일 : 특수학급 1학급 인가 (총 43학급)
- 2008년 3월 1일 : 특수학급 2학급 증 (총 45학급)
- 2024년 2월 7일 : 제71회 졸업 (졸업생 총 34,354명)
- 2024년 3월 1일 : 토목과를 도시공간건설과로 학과 개편
- 2024년 3월 1일 : 건축과를 건축디자인과로 학과 개편
- 2024년 9월 1일 : 제26대 김병갑 교장 취임
- 2025년 1월 10일 : 2024학년도 제72회 졸업 (291명)
- 2025년 3월 4일 : 2025학년도 신입생 입학 (304명)

## 설치 학과
- 도시공간건설과
- 건축디자인과
- 기계과
- 전기과
- 화학공업과
- 메카트로닉스과

## 참고 자료
- 천안공업고등학교 - 한국교육학술정보원 학교알리미